# یواس‌اس ارکتارس (ای‌اف-۵۲)
یواس‌اس ارکتارس (ای‌اف-۵۲) (به انگلیسی: USS Arcturus (AF-52)) یک کشتی بود که طول آن ۴۶۹ فوت (۱۴۳ متر) بود. این کشتی در سال ۱۹۴۳ ساخته شد.